# Пуабі

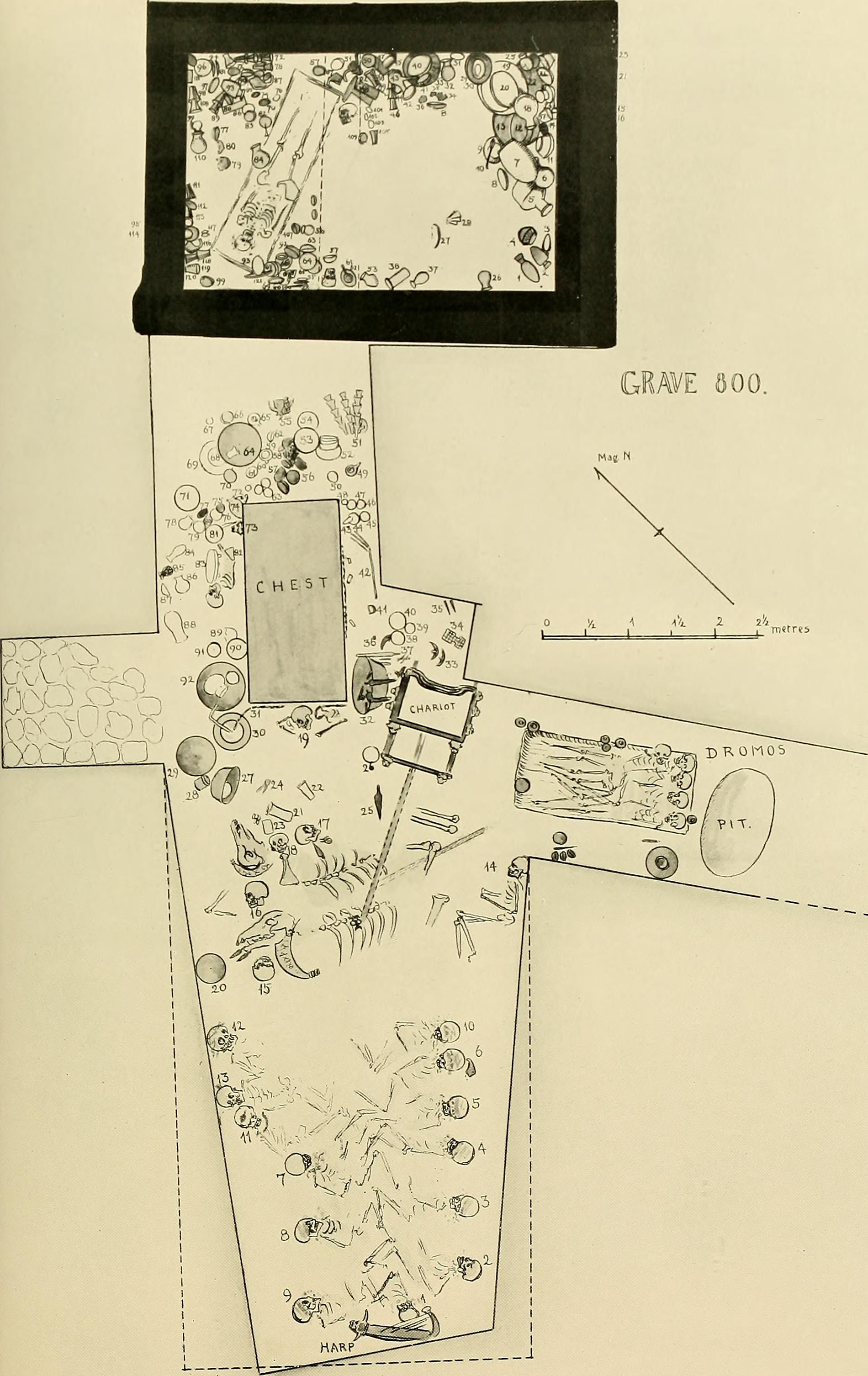
План гробниці PG 800

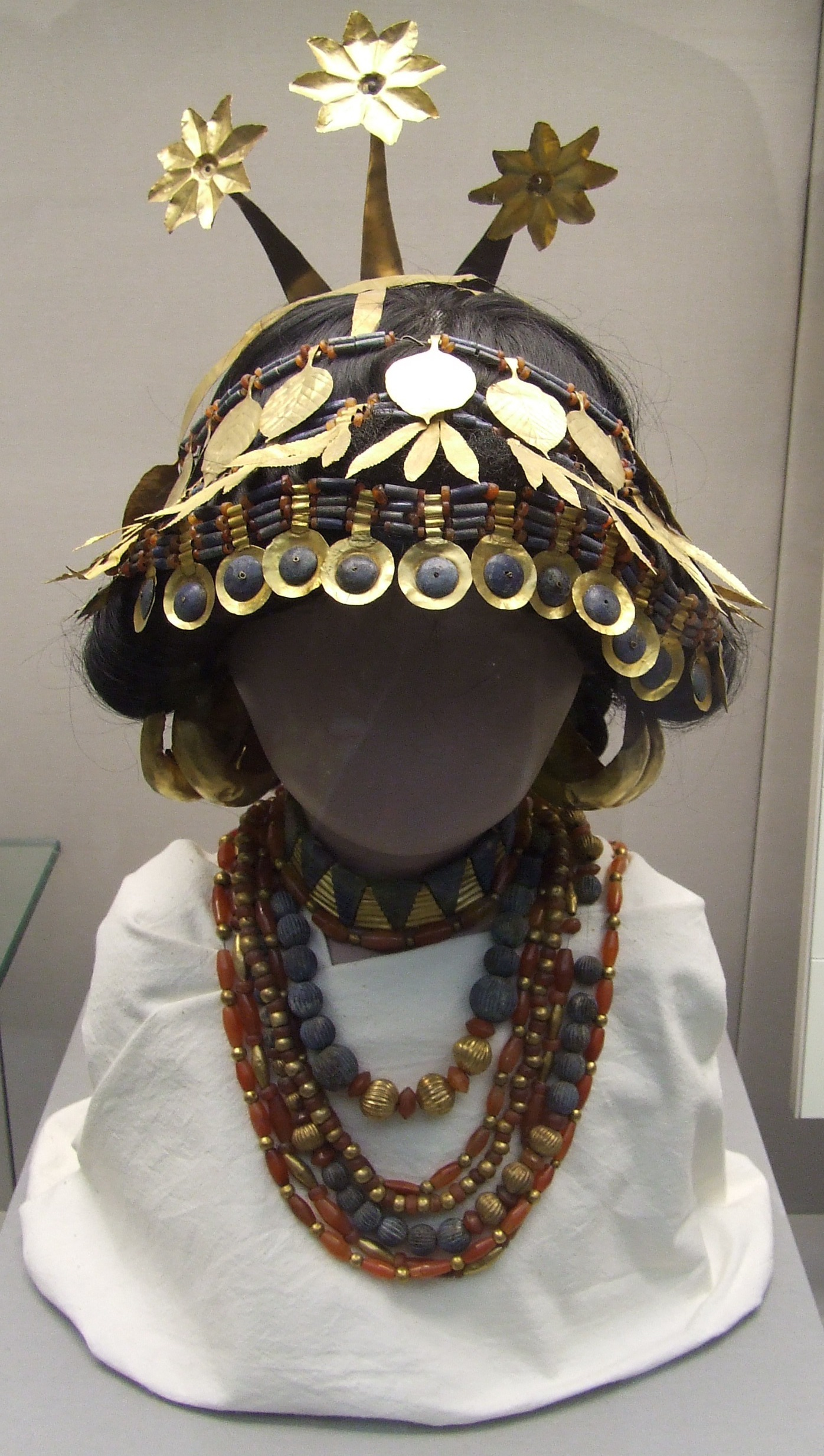
Реконструйований головний убір і намиста, знайдені в гробниці цариці Пуабі

Пуабі (аккад.: 𒅤𒀀𒉿 Pu-A-Bi «Слово мого батька»), також відома як Шубад або Шуді-Ад через неправильне тлумачення сера Чарльза Леонарда Вуллі, була високопоставленою особою шумерського міста Ур під час Першої династії Ура (бл. 2600 року до н. е.). Хоча у джерелах її часто називають «царицею», її статус є дещо спірним. Декілька циліндричних печаток у її гробниці, позначеної як «могила PG 800» на Королівському кладовищі в Урі, іменують її титулом «нін» або «ереш», шумерським словом, що позначає царицю або жрицю. Оскільки більшість циліндичних печаток того часу, що належали жінкам, містили згадку про їхніх чоловіків, той факт, що печатка Пуабі не співвідносить її з жодним чоловіком, підтверджує гіпотезу, що вона правила сама. Існує версія, що вона була другою дружиною короля Мескаламдуга. За іншою версією, Мескаламдуг доводився пасинком цариці Пуабі.
Той факт, що аккадка Пуабі була важливою особою серед шумерів, вказує на високий ступінь культурного обміну та взаємовпливу між древніми шумерами і їхніми семітськими сусідами. Хоча про життя Пуабі відомо мало, відкриття гробниці Пуабі та сусідніх із нею «ям смерті» відкриває важливу інформацію, а також викликає низку запитань про месопотамське суспільство й культуру.

## Гробниця Пуабі
Гробниця була виявлена британським археологом Леонардом Вуллі та розкопана між 1922 і 1934 роками групою археологів, спонсорованою Британським музеєм та Музеєм археології та антропології Університету Пенсільванії. Могила Пуабі була знайдена разом із близько 1800 іншими могилами на Королівському кладовищі в Урі. Гробниця Пуабі відзначалася не лише тим, що містила велику кількість високоякісних і добре збережених цінностей, а й через те, що залишилась недоторканою грабіжниками протягом тисячоліть.

### Предмети з гробниці
Кількість речей, виявлених Вуллі у гробниці Пуабі, була вражаючою і включала чудовий важкий золотий головний убір із золотого листя, кілець і пластин; ліру, прикрашену золотом і бородатою головою бика, що інкрустована афганським лазуритом; велику кількість золотого посуду; циліндричні намистини із золота, сердоліку і лазуриту для намиста і поясів; колісницю, прикрашену срібними головами левиць; велику кількість срібла, лазуриту, золотих каблучок, сережок і браслетів; пояс із золотих кілець, сердолікових та лазуритових намистин.
Головний убір Пуабі у своїх квіткових мотивах черпав натхнення від природи і складається із золотих стрічок і листя, лазуритових і сердолікових намистин, а також золотих квітів.

### «Ями смерті»
Кілька «ям смерті» було також зовні усипальниці, а також над усипальницею Пуабі. Найбільша і найвідоміша яма смерті містила останки 74 слуг (6 чоловіків і 68 жінок). Усі вони мали різні золоті, срібні та лазуритові прикраси. Одна жінка була прикрашена більш вишукано, ніж інші. Її також поховали разом із 52 слугами, конями, левами, колісницею та кількома іншими тілами. За версією Вуллі, вони отруїлися (або були отруєні іншими), щоб служити своїй господині на тому світі. В усипальниці Пуабі були знайдені останки ще трьох людей, і ці особисті слуги мали власні дрібні прикраси.
Яма, знайдена над камерою Пуабі, містила останки 21 слуг, вишукану арфу, колісницю і залишки від великої скрині з особистими предметами туалету.
Через розташування «ям смерті» і загальну відсутність доказів, залишається загадкою, чи мали вони безпосередній стосунок до Пуабі, чи ні.

### Версії причин смерті
Дані, отримані за допомогою комп'ютерної томографії в Музеї університету Пенсільванії, свідчать про те, що смерть деяких слуг ймовірно була насильницькою і викликаною травмою від удару тупим предметом. Важкий інструмент міг би пояснити візерунки розколів на черепах, які призвели до смерті. Тимчасом, невеликий молотоподібний інструмент також був знайдений Вуллі під час його розкопок. Його розмір і вага відповідають ушкодженням, завданим двом тілам, які обстежив Обрі Бадсгаард, науковець з Університету Пенсільванії. Також було помічено кіновар, або залишки парів ртуті, що можливо використовувалася для запобігання або уповільнення розкладання тіл під час необхідних похоронних обрядів.

## Останки
Останки Пуабі, включаючи частини сильно пошкодженого черепа, зберігаються в Музеї природознавства в Лондоні. Знахідки, розкопані експедицією Вуллі, були розділені між Британським музеєм у Лондоні, Музеєм археології та антропології Пенсільванського університету у Філадельфії, штат Пенсільванія, та Національним музеєм у Багдаді. Кілька частин цього скарбу були викрадені з Національного музею після Війни в Іраку у 2003 році.

## Галерея знахідок

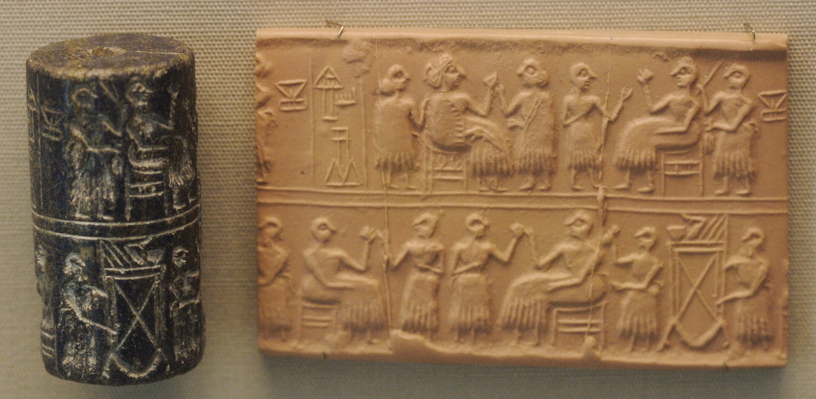
Циліндрична печатка Пуабі. Напис 𒅤𒀀𒉿 𒊩𒌆 Пу-А-Бі-Нін «Цариця Пуабі».[1][14][15] Останнє слово «𒊩𒌆» може вимовлятися як Нін «леді», так і Ереш «цариця».
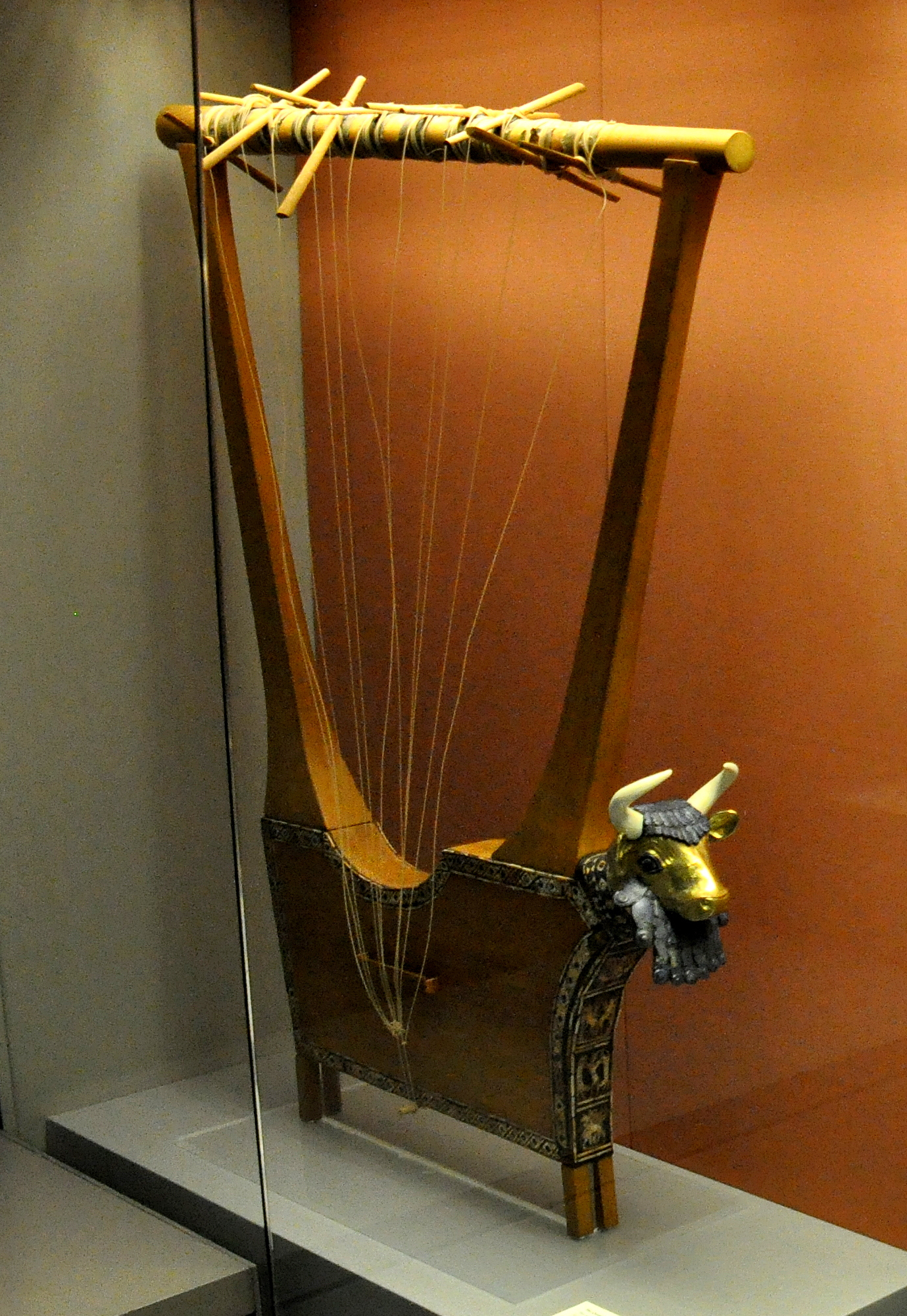
Ліра цариці Пуабі (реконструкція). Один з найдавніших відомих музичних інструментів.
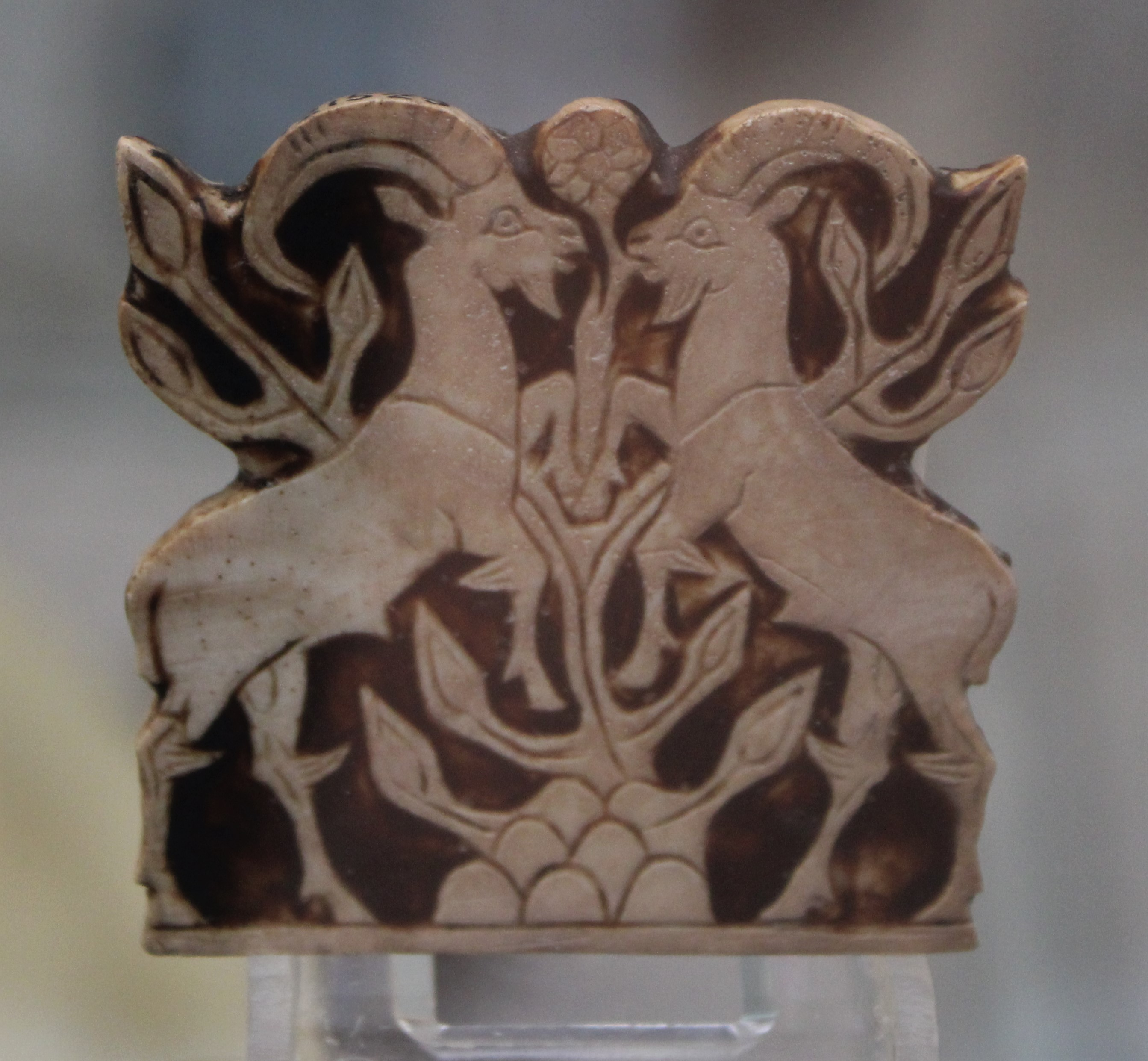
Інкрустація з двома стоячими козлами. Гробниця PG 800.
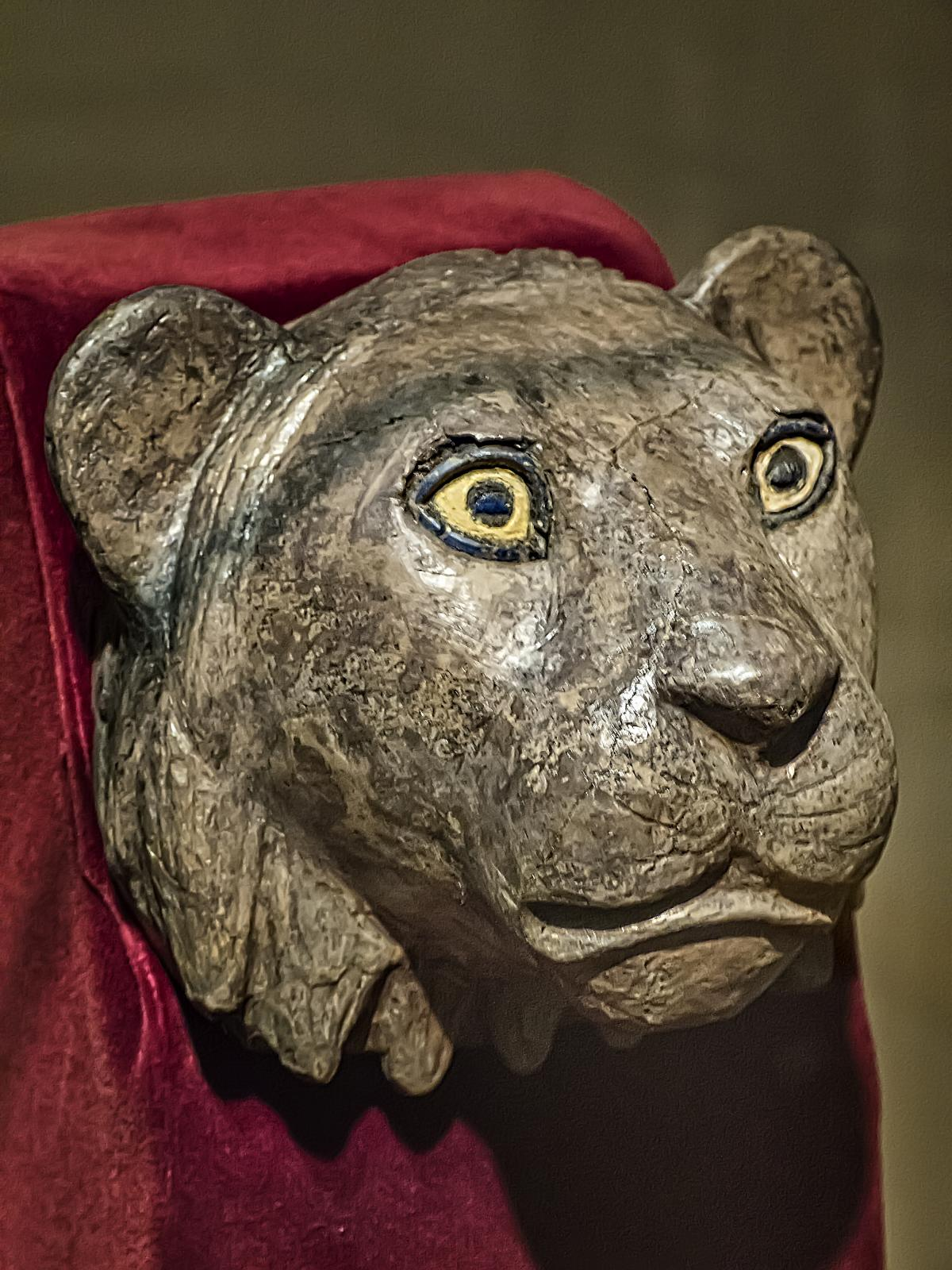
Срібна голова лева на підлокотник крісла. Очі виготовлені з мушель та афганського лазуриту. Знайдена в «ямі смерті» біля входу в усипальницю Пуабі.
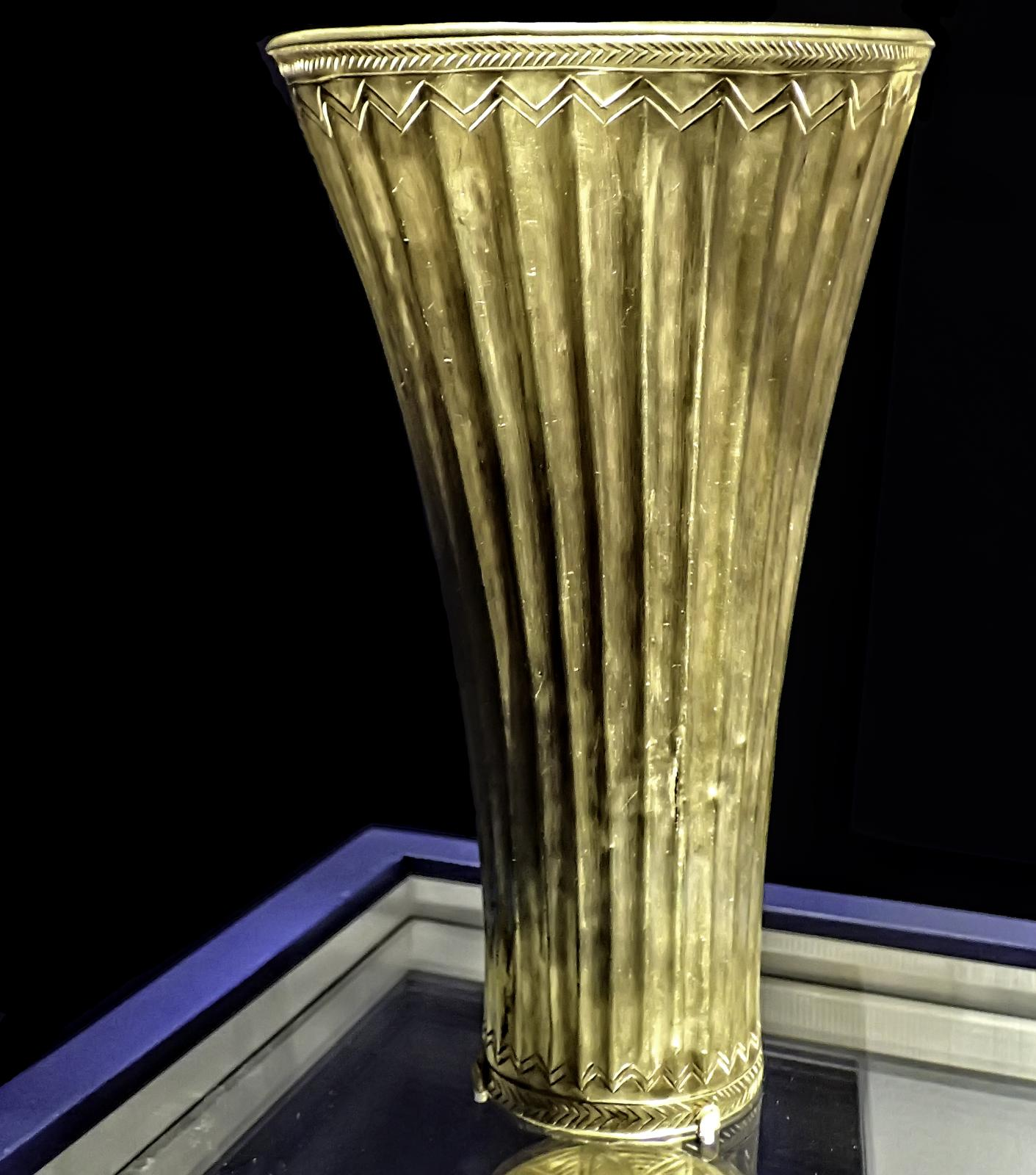
Шумерський рифлений келих із гробниці цариці Пуабі.
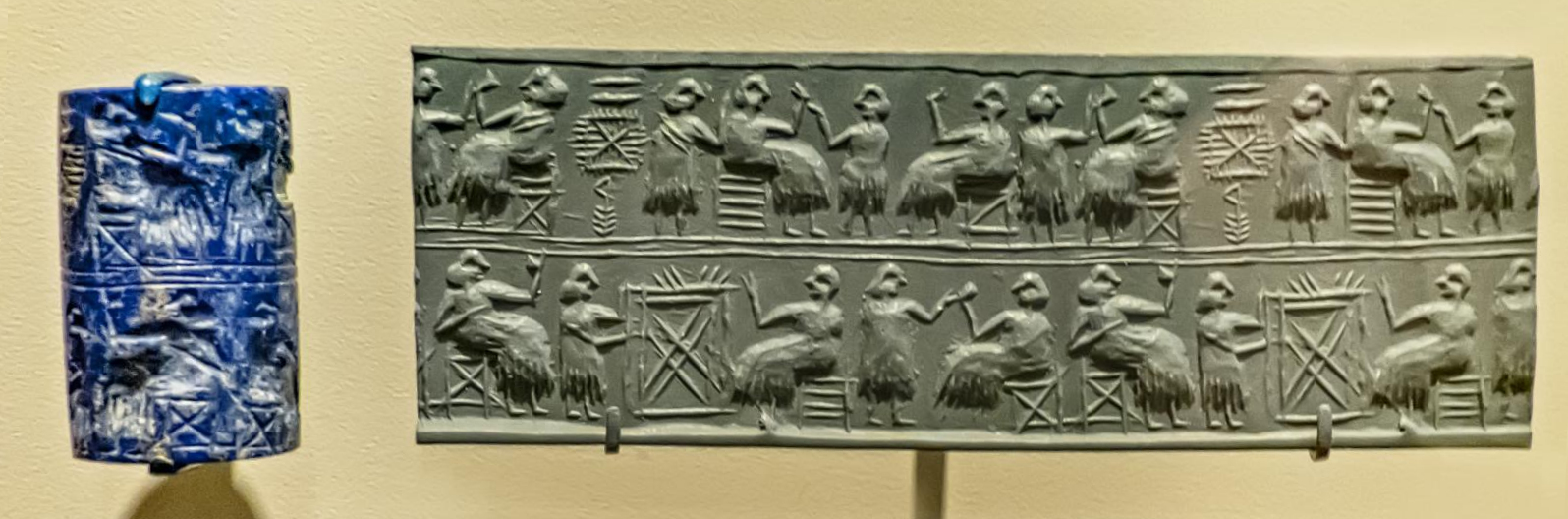
Циліндрична печатка з афганського лазуриту. Напис U-bara-ge. Гробниця PG 800.
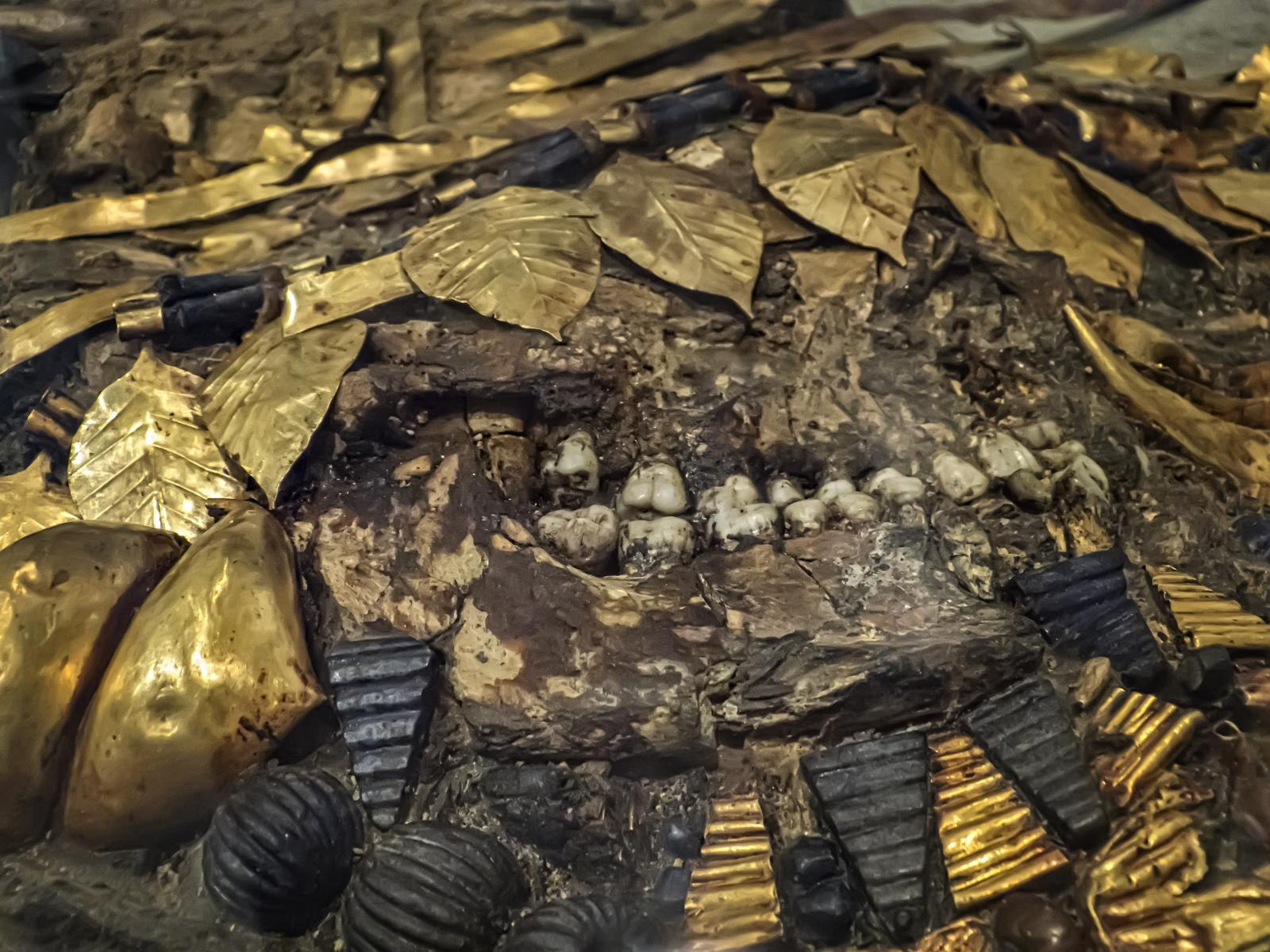
Прислуга у золотому головному уборі та прикрасах із золота, афганського лазуриту, сердоліку та мушель із «ями смерті» поруч з гробницею Пуабі.